# IC 4318
IC 4318 је спирална галаксија у сазвјежђу Хидра која се налази на листи објеката дубоког неба у Индекс каталогу.
Деклинација објекта је - 28° 58' 7" а ректасцензија 13h 43m 22,7s. Привидна величина (магнитуда) објекта IC 4318 износи 13,9 а фотографска магнитуда 14,6. IC 4318 је још познат и под ознакама ESO 445-17, MCG -5-32-69, IRAS 13405-2842, PGC 48613.